# Ansamblul Folcloric „Floricică de la munte”
Ansamblul Folcloric „Floricică de la Munte” din Piatra Neamț, înființat în 1971, a devenit de-a lungul timpului unul dintre cei mai importanți păstrători ai culturii tradiționale românești. De 51 de ani, ansamblul nemțean cutreieră Europa, ducând cu el frumusețea dansurilor, cântecelor și a costumelor populare românești. Indiferent dacă apar în fața publicului străin, dansatorii nemțeni se remarcă prin originalitatea și autenticitatea repertoriului lor compus din dansuri reprezentând toate regiunile etno-folclorice românești.
Publicul din Franța, Italia, Polonia, Grecia, Egipt, Bulgaria, Ungaria, Serbia, Muntenegru, Austria, Finlanda, Belgia și Țările de Jos a fost impresionat de culoarea, virtuozitatea, ritmul și acuratețea costumelor tradiționale. Peste tot ei subliniază frumusețea folclorului din acest colț de lume, unde autenticul este încă adânc înrădăcinat în realitate, în special în suflet. Din anul 2001, Ansamblul Folcloric „Floricică de la Munte” aparține Centrului pentru Cultură și Arte „Carmen Saeculare” din Piatra Neamț.